# 特雷穆耶
特雷穆耶（法語：Trémouilles，法語發音：[tʁemuj]）是法国阿韦龙省的一个市镇，属于罗德兹区。

## 地理
特雷穆耶（44°14'40"N, 2°38'39"E）面积28.83 平方千米，位于法国奧克西塔尼大區阿韦龙省，该省份为法国南部内陆省份，位于法國中央高原南部，北起顺时针与康塔爾省、洛泽尔省、加尔省、埃罗省、塔恩省、塔恩-加龙省和洛特省接壤。
与特雷穆耶接壤的市镇（或旧市镇、城区）包括：阿尔维约、卡内德萨拉尔、孔普拉-格朗维尔、弗拉万、蓬德萨拉尔、萨尔米耶什。

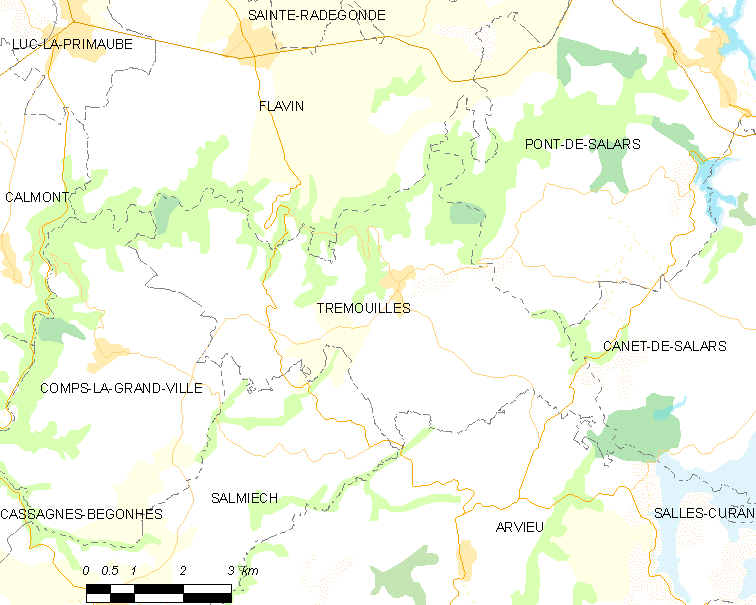
特雷穆耶的OSM定位图

特雷穆耶的时区为UTC+01:00、UTC+02:00（夏令时）。

## 行政
特雷穆耶的邮政编码为12290，INSEE市镇编码为12283。

## 政治
特雷穆耶所属的省级选区为拉斯普-莱韦祖县。

## 人口

1962-2008年间特雷穆耶人口变化图示

特雷穆耶于2022年1月1日时的人口数量为473人。